# 君は恋のチェリー
「君は恋のチェリー」（きみはこいのチェリー、英語: CHERRIES WERE MADE FOR EATING）は、日本のロックバンド・ゴダイゴの日本版5作目のシングル。

## 概要
- 前作「ハウスのふたり」から3か月ぶりにして、アルバム『「ハウス」オリジナル・サウンドトラック』からのリカットシングル。
- ジャケットは写真家のノーマン・シーフが撮影しており、後発のアルバム『DEAD END』と同一の写真となっている。
- 表題曲は映画『HOUSE ハウス』の劇伴に起用された。

## 収録曲
1. 君は恋のチェリー [3:20]
作詞：H.E.R.Barnes
作曲・編曲：ミッキー吉野
浅野良治脱退後にしてトミー・スナイダー加入前にレコーディングされたため、ミッキー吉野とタケカワユキヒデ以外はレコーディングに参加していない。
2. イエス、アイ・サンキュー [1:47]
作詞：トミー・スナイダー
作曲・編曲：ミッキー吉野
初めてトミーが作詞とボーカルを担当したアンプラグドの楽曲で、この楽曲のみモノラル録音で制作された。

## 参加ミュージシャン
ゴダイゴ
- タケカワユキヒデ：Vocal (#1)
- ミッキー吉野：Keyboards (#1)
- スティーヴ・フォックス：Bass (#2)
- 浅野孝已：Guitars (#2)
- トミー・スナイダー：Vocal (#2)

サポートミュージシャン
- 高水健司：Bass (#1)
- 直居隆雄：Guitars (#1)
- 村上"ポンタ"秀一：Drums (#1)

## タイアップ
- 東宝配給映画『HOUSE ハウス』劇伴 (#1)

## 収録アルバム
- 「ハウス」オリジナル・サウンドトラック (#1)

## カバー
- BRAHMANがアルバム『A MAN OF THE WORLD』にてリアレンジカバーしている。